# International 9000
International 9000 — это линейка крупнотоннажных грузовых автомобилей класса 8, производившаяся американской компанией Navistar International (ранее International Harvester) с 1971 по 2017 год. Модельный ряд грузовиков был предназначен в первую очередь для работы на шоссе. По размеру модельный ряд находился между среднетоннажным Loadstar (и пришедшей на смену ей S-серией ) и серией Paystar.
International Harvester (а позже и Navistar) выпустила модельный ряд трёх разных поколений. Серия Transtar 4000/9000, предлагаемая в различных компоновках, предлагалась с одинарными или сдвоенными ведущими осями, капотами разной длины и несколькими конфигурациями кабин (дневные кабины или спальные кабины различных размеров).
В течение 2000-х годов Navistar International отказалась от большей части этого модельного ряда грузовиков в пользу модельных рядов ProStar и LoneStar. После 46 лет производства последний грузовик 9900i был выпущен в 2017 году.

## Галерея

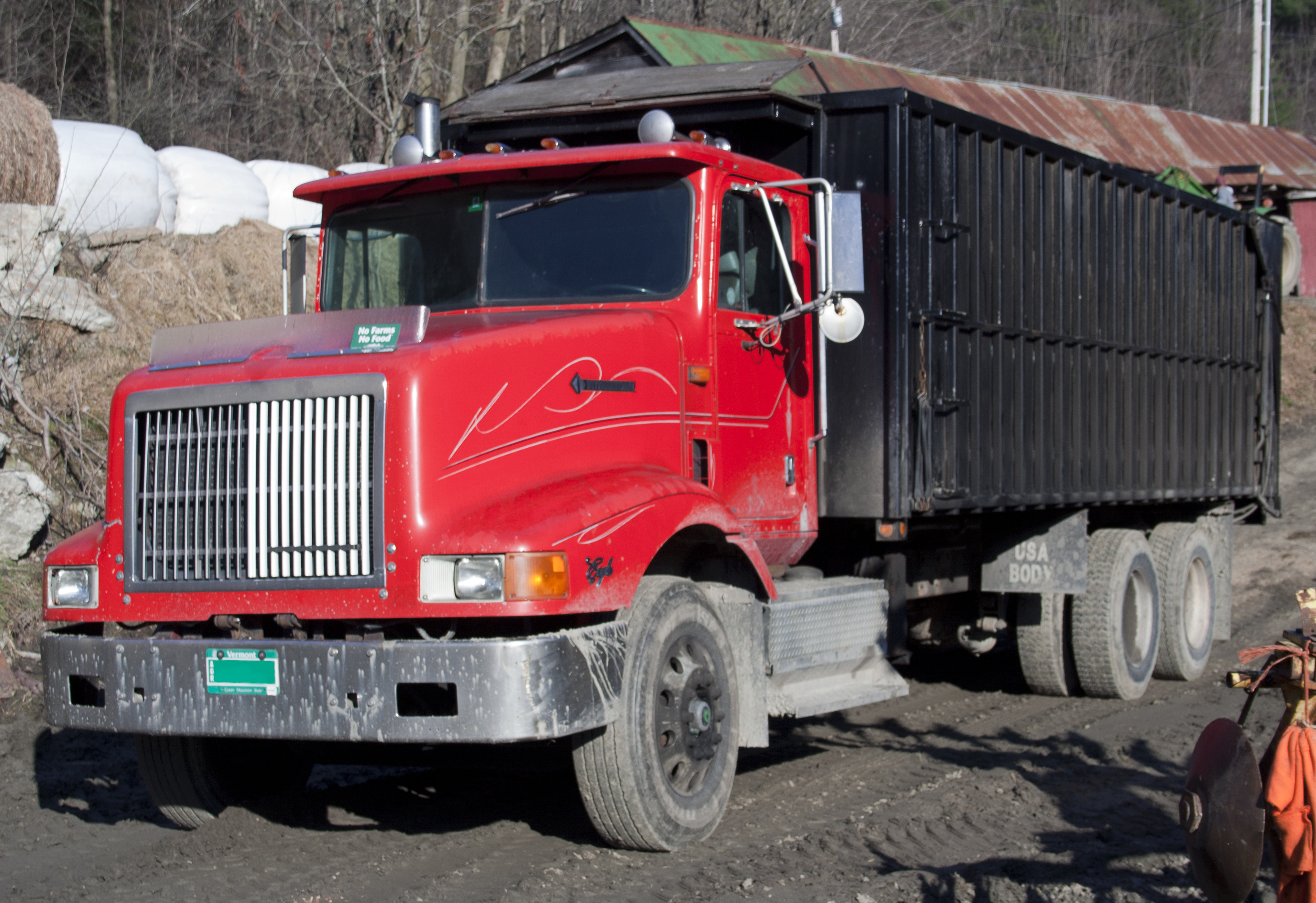
Сельсхохозяственный грузовик на базе International 9400 Eagle
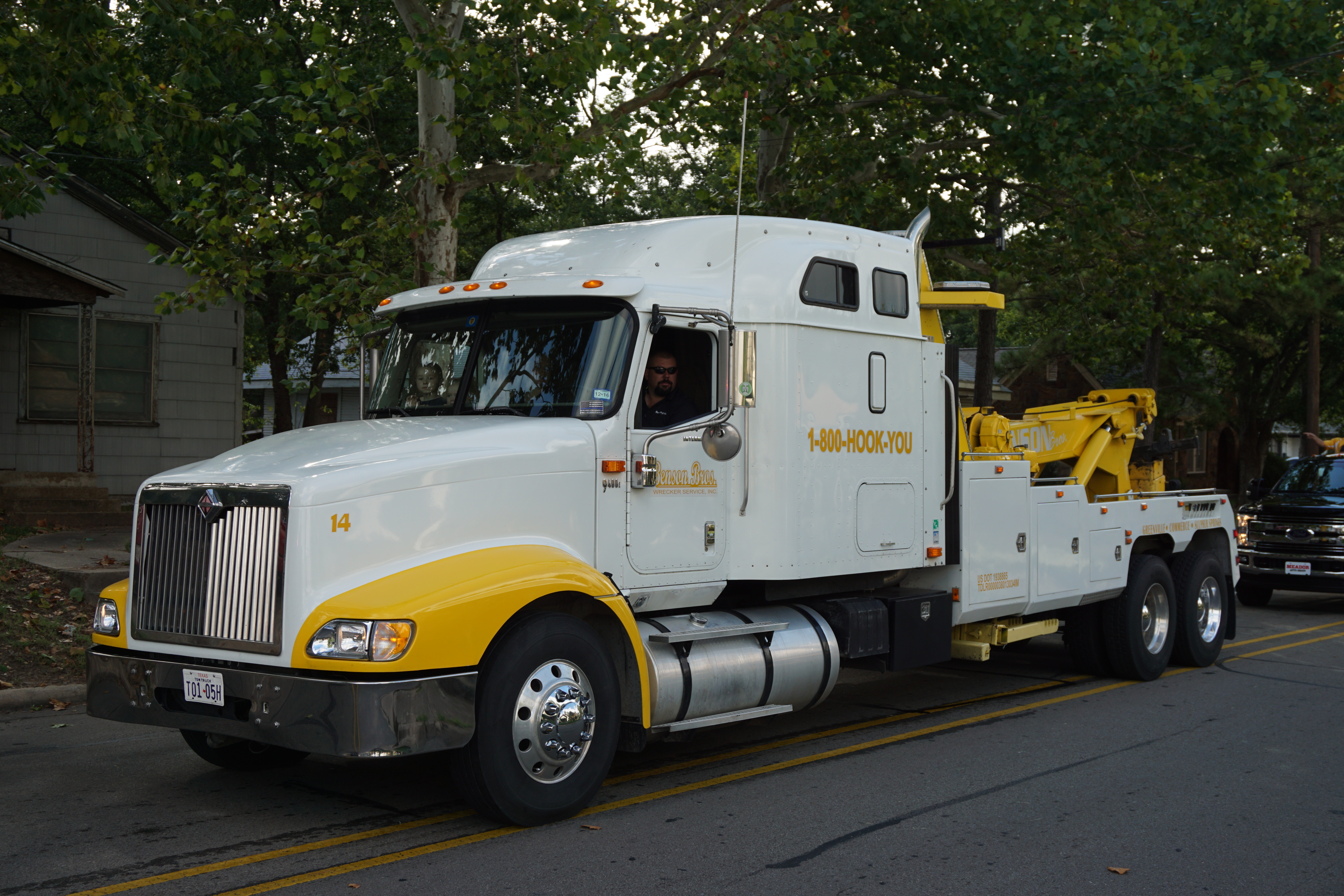
Эвакуатор на базе International 9400i